# 133-я авиационная дивизия
133-я авиационная дивизия (133-я ад) — авиационное соединение Военно-Воздушных сил (ВВС) Вооружённых Сил РККА дальней бомбардировочной авиации, принимавшее участие в боевых действиях Великой Отечественной войны.

## История наименований дивизии
- 133-я авиационная дивизия;
- 133-я авиационная дивизия дальнего действия;
- 36-я авиационная дивизия дальнего действия;
- 36-я авиационная Смоленская дивизия дальнего действия;
- 36-я авиационная Смоленская Краснознамённая дивизия дальнего действия;
- 36-я бомбардировочная авиационная Смоленская Краснознамённая дивизия;
- 57-я бомбардировочная авиационная Смоленская Краснознамённая дивизия;
- 57-я бомбардировочная авиационная Смоленская Краснознамённая дивизия;
- 57-я тяжёлая бомбардировочная авиационная Смоленская Краснознамённая дивизия;
- 57-я морская минно-торпедная авиационная Смоленская Краснознамённая дивизия;
- 57-я морская минно-торпедная авиационная Смоленская Краснознамённая дивизия дальнего действия;
- 57-я морская ракетоносная авиационная Смоленская Краснознамённая дивизия дальнего действия;
- 57-я тяжёлая бомбардировочная авиационная Смоленская Краснознамённая дивизия;
- 57-я морская ракетоносная авиационная Смоленская Краснознамённая дивизия дальнего действия;
- 57-я смешанная корабельная авиационная Смоленская Краснознамённая дивизия;
- Войсковая часть (Полевая почта) 15525.

## История и боевой путь дивизии
В различных источниках дивизия именуется как 133-я авиационная дивизия, как 133-я авиационная дивизия дальнего действия, как 133-я бомбардировочная авиационная дивизия.
133-я авиационная дивизия сформирована 23 августа 1941 года на основании Директивы Ставки ВГК № 001197 от 23 августа 1941 года. В августе дивизия вступила в боевые действия. В соответствии с решением командующего Закавказским фронтом дивизия должна была принимать участие в нанесении ударов 25 августа 1941 года с целью уничтожения авиации противника на аэродромах: Мако, Хой, Маранд, Тебриз, Ардебиль, Агарь, Хиов, Решт. Экипажи также должны были привлекаться для ведения воздушной разведки аэродромов и войск противника, прикрытия с воздуха сосредоточение и действия своих войск, переправы через реку Аракс.
Закончив выполнение задач по поддержке своих войск на территорию Ирана, дивизия перебазировалась на аэродромы вблизи Ярославля. С 13 октября дивизия принимала участие в отражении немецкого наступления на Москву.
133-я авиационная дивизия 21 марта 1942 года переформирована на основании Постановления ГКО № 1392сс от 5 марта 1942 года и получила новое наименование 36-я авиационная дивизия дальнего действия.

### В действующей армии
В составе действующей армии дивизия находилась с 13 октября 1941 года по 21 марта 1942 года.

### Командир дивизии
| Звание    | Имя                       | Период                                    | Примечание |
| --------- | ------------------------- | ----------------------------------------- | ---------- |
| Майор     | Грабор Михаил Михайлович  | 05 июля 1941 года — 25 августа 1941 года  | погиб      |
| Полковник | Дрянин Виталий Филиппович | 29 августа 1941 года — 21 марта 1942 года |            |

### В составе объединений
| Дата          | Армия (Флот)               | Соединение (Объединение) |
| ------------- | -------------------------- | ------------------------ |
| 05.07.1941 г. | Закавказский военный округ | ВВС округа               |
| 23.08.1941 г. | Закавказский фронт         | ВВС фронта               |
| 06.10.1941 г. | Авиация дальнего действия  |                          |
| 21.03.1942 г. | Авиация дальнего действия  |                          |

## Части и отдельные подразделения дивизии
За весь период своего существования боевой состав дивизии оставался постоянным:
| Период                     | Наименование                                  | Вооружение                 |
| -------------------------- | --------------------------------------------- | -------------------------- |
| 23.08.1944 — 21.03.1942 г. | 42-й дальнебомбардировочный авиационный полк  | ДБ-3, передан в 36-ю ад дд |
| 23.08.1944 — 21.03.1942 г. | 455-й дальнебомбардировочный авиационный полк | ДБ-3, передан в 36-ю ад дд |